# Escala N
La escala N es una popular escala de ferromodelismo. Dependiendo del fabricante (o país), la escala varía en el rango de 1:148 a 1:160.
En todos los casos, el ancho de vía (la distancia entre los rieles) es de 9 mm. La escala N define así más precisamente la trocha o ancho de vía que la escala. En el Reino Unido en particular, la escala N es 1:148, con vía de 9 mm. Los términos trocha N y escala N son a menudo usados indistintamente. El nombre de la escala proviene de esta distancia entre rieles, y se debe a que en todos los idiomas occidentales más hablados, la transcripción del número nueve empieza con N: Nueve, Nine, Neuf, Nove, Neun.
Una ventaja de la escala N es que permite a los aficionados construir maquetas que ocupan menos espacio que las de la escala HO, o poner mayor cantidad de vías en el mismo espacio, debido a que los modelos son más pequeños (cerca de la mitad) que los de escala HO (1:87).
La escala N es muy pequeña, pero no es la más pequeña disponible comercialmente, la escala Z es aún más pequeña a 1:220 y la escala T es de 1:450.
Generalmente, se considera a la escala N compatible con la escala 1:144 para los juegos de miniaturas.
En fechas recientes se ha popularizado la normativa T-Trak, un estándar que permite la creación de maquetas modulares aprovechando el sistema de unión de las vías Kato Unitrack.

## Fabricante (selección)
- Arnold (D) (Desde 1962. Ahora en el grupo Hornby)
- Bachmann (China)
- Brawa (D) (Desde 1994)
- Brekina (D)
- Fleischmann (D) (Desde 1969)
- Graham Farish (GB) (Desde 1970)
- Hobbytrain (A) (Desde 1981)
- Ibertren (E) (1973–1992;Nuevamente desde 2008)
- KATO (J) (Desde 1965)
- Lematec (CH)
- Lima (I) (1966–1987)
- Peco (GB)
- PIKO (Piko) (RDA) (1964–1990), (D) (Desde 1990)
- Rivarossi (I) (Desde 1969)
- Roco (A) (1975–2008)
- Röwa (D) (1969–1972, posteriormente a ese año Trix toma el control de la gama N)
- TOMIX (J) (Desde 1976, Escala muy precisa)
- Minitrix (D) (Desde 1964)

- Datos: Q1755600
- Multimedia: N scale / Q1755600